# Frankenstein, Mittelsachsen
Frankenstein là một đô thị trong huyện Mittelsachsen, bang tự do Sachsen, nước Đức. Đô thị Frankenstein, Mittelsachsen có diện tích 21,5 km², dân số thời điểm ngày 31 tháng 12 năm 2005 là 1208 người.